# ۲۹۷ (پیش از میلاد)
۲۹۷ (پیش از میلاد) ۲۹۷مین سال قبل از تقویم میلادی است.

## درگذشتگان
- فیلیپ چهارم مقدونی، شاه مقدونیه.